# Paulina Vega
Paulina Vega Dieppa (Barranquilla, 15 de janeiro de 1993) é uma modelo e rainha da beleza colombiana, Miss Colômbia 2013 e Miss Universo 2014.

## Biografia
Filha do cardiologista Rodolfo Vega e de Laura Dieppa, tem sete irmãos e é prima da Miss Colômbia 2014, Ariadna Gutiérrez. Estudou nas escolas Karl C. Parrish e Escola Alemã de Barranquilla, mas terminou os seus estudos na escola Andina-Deutsche Schule, em Bogotá. Fala quatro idiomas: inglês, alemão, francês e espanhol. Sua avó materna Elvira Gomez Castillo foi terceira colocada no Miss Colômbia 1953 e foi Miss Atlantico 1953.
Paulina é estudante de Administração de Empresas na Pontifícia Universidade Javeriana.

## Participações em concursos de beleza

### Miss Colômbia 2013
Vega competiu no Miss Colômbia 2013, representando o departamento de Atlántico, onde ganhou o título de Miss Colômbia, ganhando o direito de representar o seu país no Miss Universo 2014.

### Miss Universo 2014
Paulina Vega, venceu o Miss Universo 2014 cuja final foi realizada no dia 25 de janeiro de 2015, em Miami, Estados Unidos, após dias de atividades preparatórias na cidade de Doral. Curiosamente, foi a primeira vez que o evento ocorreu fora do ano correspondente. Ela é a segunda colombiana a ganhar o Miss Universo depois de Luz Marina Zuluaga, em 1958 e primeira titular do Senhorita Colombia a ostentar o título.